# Limka czarnobrzucha
Limka czarnobrzucha (Limia melanogaster) – gatunek ryby z rodziny piękniczkowatych. Jest to ryba hodowana w akwariach.

## Występowanie
Limka czarnobrzucha żyje w wodach Jamajki.

## Odżywianie
Limka czarnobrzucha żywi się każdym rodzajem pokarmu.

## Hodowla akwariowa
Rybie tej wystarczają małe oraz średnie akwarium, silnie oświetlone i nasłonecznione. Woda może być dość twarda, niezbyt świeża. Temperatura wody powinna wynosić ok. 25 °C.